# China Railways HXD2
Az China Railways HXD2 sorozat egy kínai 25 kV 50 Hz váltakozó áramú, Bo'Bo'+Bo'Bo' tengelyelrendezésű kétszekciós tehervonati villamosmozdony-sorozat. A China Railways üzemelteti. 2006 és 2008 között összesen 180 db készül belőle az Alstom és a Datong gyáraiban. A mozdonyok a Tatung–Csinhuangtao-vasútvonalon is üzemelnek, ahol szénszállító vonatokat továbbítanak.